# 1407
Cette page concerne l'année 1407  du calendrier julien.
L'année 1407 est une année commune qui commence un samedi.

## Événements
- Avril : le cinquième Karmapa de l’école des Kagyüpa (Tibet), Deshin Shekpa, se rend à Nankin à l’invitation des Ming[1].
- 16 juin : la Chine des Ming achève la conquête du Viêt Nam, qu'elle occupe jusqu'en 1427[2]. Fin de la dynastie des Hô au Đại Việt et début de la dynastie des Trân postérieurs.

- Institution du bureau d'interprètes en Chine[3].
- En Inde, Le gouverneur du Gujarat Zafar Khân reprend le pouvoir à la mort de son fils Tatar Khân qui l'a renversé en 1407. Il se proclame sultan indépendant vis-à-vis de Delhi sous le titre de Muzaffar Shah[4].
- Le voyageur sicilien Pietro Rambulo rentre dans son pays après un séjour de plus de trente ans à la cour du négus, accompagné d'un prêtre éthiopien[5].

### Europe
- 14 janvier : l’Église gallicane décide de reconnaître l’autorité du pape au spirituel seulement[6].
- 5 février : charte de création en Angleterre de la Compagnie des Marchands aventuriers (Merchant Adventurers), dotée du monopole des exportations, sauf celui de la laine qui reste à l’Étape[7].
- 18 février : ordonnances décidant la soustraction d'obédience temporelle à l'égard de l'antipape Benoît XIII[8].
- 21 avril : convention passée à l'abbaye Saint-Victor de Marseille, entre les envoyés des deux papes Benoît XIII et Grégoire XII, qui prévoit une entrevue entre les deux papes à Savone. Elle est ratifiée par le roi de France le 11 juin[9]. D'avril à août, échange d’ambassades entre le roi de France, le pape d’Avignon Benoît XIII et celui de Rome Grégoire XII pour tenter de résoudre le Grand Schisme d'Occident[10].
- 24 septembre : le pape d’Avignon Benoît XIII débarque à Savone pour tenter de mettre fin au Grand Schisme. Grégoire XII ne se rend pas au rendez-vous et de nouvelles négociations s'engagent[9].
- Septembre : Jean sans Peur arrive à Paris à la fin du mois. Les ducs d’Orléans et de Bourgogne se querellent de nouveau[11].
- 22 novembre : tentative de réconciliation de Jean sans Peur et Louis Ier d'Orléans par le duc de Berry[10].
- 23 novembre : l'assassinat à Paris de Louis, duc d'Orléans, frère cadet du roi Charles VI le Fou, par les hommes de Jean sans Peur, duc de Bourgogne, déguisés en une bande de malfrats masqués et dirigés par Raoul d’Octonville. Cet assassinat entraîne la guerre civile entre Armagnacs et Bourguignons[10].
- 26 novembre : fuite de Jean sans Peur de Paris en Flandre[11].
- 26 décembre : ordonnance sur la minorité du roi de France : il est pleinement responsable des actes passés en son nom par le régent[12].
- Hiver 1407-1408 : de mi-novembre 1407 à mi-avril 1408, cet hiver est l'un des plus terribles du Moyen Âge. Chutes de neige impressionnantes, toutes les rivières prises en glace. À Paris, les charrettes circulent sur la rivière de Seine complètement gelée. Place de Grève on débite le vin à la hache ! Quantité d'arbres fruitiers et de vignes détruits par le froid[13].

- Début du règne de Pulad, fils de Temür Kutlukh, khan de la Horde d'or (fin en 1412)[14].
- Casi di San Georgio, la première banque publique est établie à Gênes, en Italie à partir des compagnies génoises privées (mahones)[15].
- Thomas a Kempis (v. 1379-1471) entre au monastère augustinien de Sint Agnietenberg près de Zwolle, aux Pays-Bas. Il est ordonné prêtre en 1413[16].